# Lastine
Lastine falu Horvátországban Krapina-Zagorje megyében. Közigazgatásilag Hum na Sutlihoz tartozik.

## Fekvése
Krapinától 16 km-re északnyugatra, községközpontjának déli határában fekszik.

## Története
A településnek 1857-ben 135, 1910-ben 154 lakosa volt. Trianonig Varasd vármegye Pregradai járásához tartozott. 2001-ben 170 lakosa volt.

## Nevezetességei
Keresztelő Szent János tiszteletére szentelt temploma 1639-ben már állt. Ekkor említi először az egyházi vizitáció, amely már romosnak mondja. A főbejáraton olvasható 1644-es évszám tehát nem az építés ideje. Később barokk stílusban megújították, ekkor készültek a barokk oltárok, míg a neogótikus főoltár egykor a kistábori Szűz Mária plébániatemplomban állt. A templom a település kiemelkedő részén található. Egy téglalap alakú hajóból és egy ugyanolyan széles, téglalap alakú szentélyből áll, a főhomlokzat mentén emelkedő hatalmas, zömök harangtoronnyal. A tornyon felül biforáma és piramis alakú toronysisak látható. A szentélyt ellipszis alakú diadalív választja el a hajótól.

## Külső hivatkozások
Hum na Sutli község hivatalos oldala